# 大別列茲尼基區

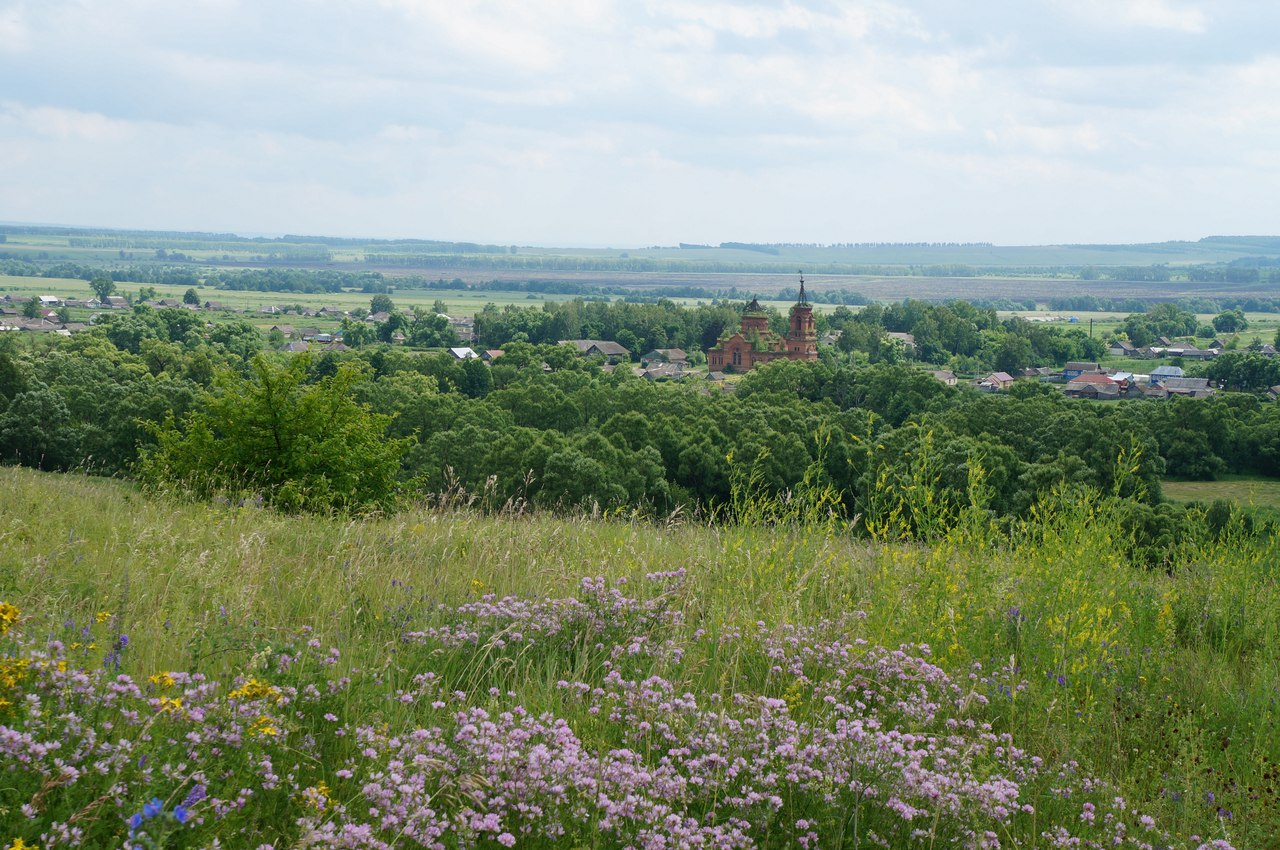

54°11′N 45°58′E / 54.183°N 45.967°E
大別列茲尼基區（俄语：Большеберезниковский район），是俄羅斯的一個區，位於該國西部，由莫爾多維亞共和國負責管轄，面積957.7平方公里，2010年人口14,072，人口密度每平方公里14.69人。